# Sveta Marija na Krasu
Sveta Marija na Krasu (italsky Madonna del Carso), někdy uváděna pouze jako Marija na Krasu, je chorvatská vesnice v severozápadní části Istrie.

## Administrativa
Administrativně je vesnice součástí města Umagu. Spolu s ním náleží k Istrijské župě.

## Obyvatelstvo
Podle sčítání lidu zde v roce 2001 žilo 293 obyvatel a stálo 90 domů.
| Rok  | Počet obyvatel |
| ---- | -------------- |
| 1931 | 352            |
| 1948 | 272            |
| 1953 | 195            |
| 1961 | 201            |
| 1971 | 173            |
| 1981 | 151            |
| 1991 | 207            |
| 2001 | 293            |

## Externí odkazy

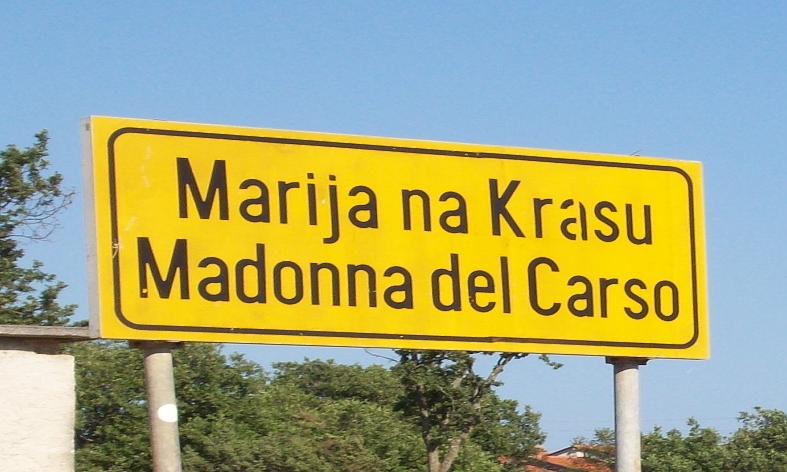
Dvojjazyčné označení u vjezdu do vesnice